# Buffalo, New York
Buffalo este al doilea oraș ca mărime a populației din statul federal New York, Statele Unite ale Americii. Regiunea zonei metropolitane Buffalo-Niagara însumează o populație de 1,1 milioane de locuitori. Orașul se află amplasat în comitatul Erie în partea de nord-est a lacului Erie aproape de cascada Niagara. Astăzi, Buffalo, care este și sediul comitatului Erie, este un oraș portuar modern industrializat. Numele orașului provine de la termenul francez „beau fleuve” (fluviul frumos).

## Personalități născute aici
- Lex Luger (n. 1958), wrestler.